# دنباله دقیق

تصویری از دنباله دقیق گروه‌های با استفاده از نمودارهای ون. هر همریختی گروهی ، گروه را به هسته همریختی بعدی می‌نگارد. این نکته به صورت کاهش زیر گروه‌ها از چپ به راست در تصویر نمایش داده شده است.

دنباله دقیق (به انگلیسی: Exact Sequence) مفهومی در ریاضیات، به‌ویژه در نظریه گروه‌ها، نظریه حلقه‌ها، نظریه مدول‌ها، جبر همولوژی و همچنین در هندسه دیفرانسیل است. یک دنباله دقیق، دنباله ای است که شامل تعدادی متناهی یا نامتناهی از اشیاء و ریخت‌های بین آن هاست، به گونه ای که تصویر یک ریخت برابر هسته ریخت بعدیست.

## تعریف
در نظریه گروه‌ها، یک دنباله از گروه‌ها و همریختی‌ها به شکل:
{\displaystyle G_{0}\;{\xrightarrow {\ f_{1}\ }}\;G_{1}\;{\xrightarrow {\ f_{2}\ }}\;G_{2}\;{\xrightarrow {\ f_{3}\ }}\;\cdots \;{\xrightarrow {\ f_{n}\ }}\;G_{n}}
را در {\displaystyle G_{i}} دقیق گوییم اگر {\displaystyle \operatorname {im} (f_{i})=\ker(f_{i+1})}. همچنین دنباله را یک دنباله دقیق گوییم هرگاه به ازای هر  {\displaystyle 1\leq i<n}در {\displaystyle G_{i}} دقیق باشد.
دنباله گروه‌ها و همریختی‌های گروهی ممکن است متناهی یا نامتناهی باشد.
برای ساختارهای جبری دیگر نیز می‌توان تعریف مشابهی ارائه کرد. به عنوان مثال می‌توان دنبال دقیقی از فضاهای برداری و نگاشت خطی بینشان، یا مدول‌ها و همریختی‌های مدولی بین آن‌ها ایجاد کرد. به‌طور کلی، مفهوم دنباله دقیق در هر رسته‌ای که دارای هسته و هم-هسته باشد قابل پیاده سازیست.